# Arno de Planta
Arno de Planta (Lausana, 12 de marzo de 1999) es un deportista suizo que compite en vela en la clase 49er.
Ganó una medalla de plata en el Campeonato Mundial de 49er de 2023 y una medalla de plata en el Campeonato Europeo de 49er de 2024.

## Palmarés internacional
| \| Campeonato Mundial \| Campeonato Mundial \| Campeonato Mundial \| Campeonato Mundial \| \| Año \| Lugar \| Medalla \| Clase \| \| ------------------ \| ------------------------- \| ------------------ \| ------------------ \| \| 2023 \| La Haya (Países Bajos) \| Medalla de plata \| 49er \| \| Campeonato Europeo \| \| \| \| \| Año \| Lugar \| Medalla \| Clase \| \| 2024 \| La Grande-Motte (Francia) \| Medalla de plata \| 49er \| |                           |                  |       |
| Campeonato Mundial |                           |                  |       |
| Año | Lugar                     | Medalla          | Clase |
| 2023 | La Haya (Países Bajos)    | Medalla de plata | 49er  |
| Campeonato Europeo |                           |                  |       |
| Año | Lugar                     | Medalla          | Clase |
| 2024 | La Grande-Motte (Francia) | Medalla de plata | 49er  |